# Joachim Ebert
Joachim Ebert (né le 6 mars 1930 à Rabenstein, district de Chemnitz, et mort le 1er octobre 1999 à Halle-sur-Saale) est un classiciste et historien du sport allemand.
Joachim Ebert obtient son diplôme d'études secondaires en 1948 et travaille ensuite comme ouvrier non qualifié jusqu'en 1949. En 1949/50, il fréquente l'école normale de Köthen et travaille ensuite brièvement comme instituteur. La même année, il commence à étudier la philologie classique et l'éducation physique à l'Université Martin Luther de Halle-Wittenberg (MLU) et les termine avec l'examen d'État en 1956. Il devient ensuite assistant de recherche à l'Institut d'éducation physique de la MLU, et en 1959 à l'Institut d'études classiques. En avril 1961, Ebert obtient son doctorat sous la direction de Werner Peek et Gerhard Lukas avec une thèse sur le thème du pentathlon dans l'Antiquité. Après son doctorat, Ebert devient assistant principal au séminaire et assistant de recherche à l'Institut de philologie classique. En janvier 1969, il complète son habilitation avec l'ouvrage Épigrammes grecques sur les vainqueurs des agones gymnastiques et hippiques; les rapporteurs sont à nouveau Peek et Lukas ainsi que Berthold Häsler. En septembre 1983, il devient professeur titulaire de philologie classique à la section d'études orientales et classiques du MLU. Dans son travail, Ebert combine la science du sport avec la philologie classique et l'histoire antique.

## Œuvres (titres traduits)
- Sur le pentathlon de l'Antiquité. Enquêtes sur le système de détermination du vainqueur et l'exécution du saut avec haltères. (Traités de l'Académie saxonne des sciences de Leipzig, classe philologique et historique. Volume 56, n° 1). Akademie-Verlag, Berlin 1963
  - Traduction anglaise : The Ancient Pentathlon.  (PDF ; 83 Ko)
  - Traduction française : Sur le pentathlon de l'Antiquité, La méthode de désigner le vainqueur et la façon de sauter. (PDF ; 86 Ko)
- Épigrammes grecs sur les vainqueurs des agones gymnastiques et hippiques. (Traités de l'Académie des sciences de Saxe à Leipzig, classe philologique et historique. Volume 63, n° 2). Akademie-Verlag, Berlin 1972.
- en tant qu'éditeur : Olympia. Du début à Coubertin. Koehler et Amelang, Leipzig 1980 (également sous : Olympia. Mythe et histoire des compétitions modernes. Edition Tusch, Vienne 1980)
- avec Hans-Dieter Zimmermann (éd.) : Intégration interne et externe des études anciennes. 200e conférence Retour de la fondation du Seminarium Philologicum Halense par Friedrich August Wolf le 15 octobre 1787. (Rapports de congrès et de conférences de l'Université Martin Luther de Halle-Wittenberg/Contributions scientifiques de l'Université Martin Luther de Halle-Wittenberg. 1989,36 : C, 47) Publications scientifiques de l'Université Martin Luther de Halle-Wittenberg, Halle 1989.
- en tant qu'éditeur : 100 ans du Musée archéologique de Halle 1891 – 1991. Sur l'histoire du Robertinum, de ses collections et des disciplines scientifiques. (Contributions scientifiques de l'Université Martin Luther de Halle-Wittenberg. 1991,19 : C, 50). Publications scientifiques de l'Université Martin Luther de Halle-Wittenberg, Halle 1991,  (ISBN 3-86010-292-3).
- Agonismes. Petits écrits philologiques sur la littérature, l'histoire et la culture de l'Antiquité. Teubner, Stuttgart/Leipzig 1997,  (ISBN 3-519-07430-3).

## A propos d'Ebert
- (de) Cet article est partiellement ou en totalité issu de l’article de Wikipédia en allemand intitulé « Joachim Ebert » (voir la liste des auteurs).
- Lothar Mertens : Lexique des historiens de la RDA. Biographies et bibliographies d'historiens de la République démocratique allemande. Saur, Munich 2006,  (ISBN 3-598-11673-X), p.191.